# ユーフォリー
『ユーフォリー』（Euphory）は、1987年にシステムサコムが発売したPC用アクションアドベンチャーゲームである。

## 概要
病に倒れた母を治すため、兄ラファールと妹ファルラムが母の故郷へ旅するアクションアドベンチャー。
アーケードゲーム、またはPC-9800シリーズ用やPC-8800シリーズ用からの移植がほとんどであった当時のゲームソフトにおいて、X1専用のオリジナルゲームとして発売された。
(上記に対する反論として、ザナドゥやサンダーフォースやホバーアタック等、X1版がオリジナルで他機種に移植されたものも多い。)
BGMは斎藤学作曲。

## システム
プレイヤーはラファールとファルラムのどちらか片方を選んでプレイする。2人同時プレイが可能で、キャラクターの能力差はない。経験値やレベルアップのシステムはなく、キャラクターの能力はより強力な装備かイベントでのみ強化される。
攻撃には武器を装備する必要がある。武器は全て射撃型で、弾数の上限はないが、武器により攻撃力や飛距離などが異なる。ボタンの長押しによる溜め撃ちも可能。2人プレイ時には互いのキャラクターにもダメージを与える。
倒した敵は金貨または肉に変化し、それを拾うことでゴールドまたは回復剤が手に入る。
陸上移動時には左右移動のほかジャンプが可能で、マップの一部ではジャンプ移動が必須となる。ボタンの長押しによる溜めジャンプが可能。水面/水中でジャンプボタンを押すと潜水し、水中で操作せずに放置すると浮き上がる（地下水路では天井に引っかかる）。水中ではジャンプボタンを押しながら左右に移動するが、X1はキーボードの同時押しが検知できない仕様であるため、ジョイスティックが事実上必須であった。
画面は上下方向が切り替え、左右方向は自動スクロールする。マップは非常に広大かつ複雑で、アクションを駆使するルートを通らないとイベントNPCに会えない、画面の上下切り替えを利用した行き止まりや隠し通路、と言った仕掛けもある。

## 主な登場人物
ラファール
プレイヤーキャラクターその1。ファルラムの兄。
ファルラム
プレイヤーキャラクターその2。ラファールの妹。いわゆる2Pキャラとは異なり、ソロプレイ時でも選択可。
フィーネ
兄妹の母親。彼女が約1年前、原因不明の病に倒れたことが、ゲームの発端となる。
占い師
兄妹の家から程近い島に住む占い師。兄妹に、母の病の原因が母の故郷ダミアにあると教える。
ディバッド
ダミアの現国王にして、新興宗教ダミアム教の最高司祭。
マヨン・ブンタ
約1年前に亡くなった、ダミアム教の教祖。